# Айершекке

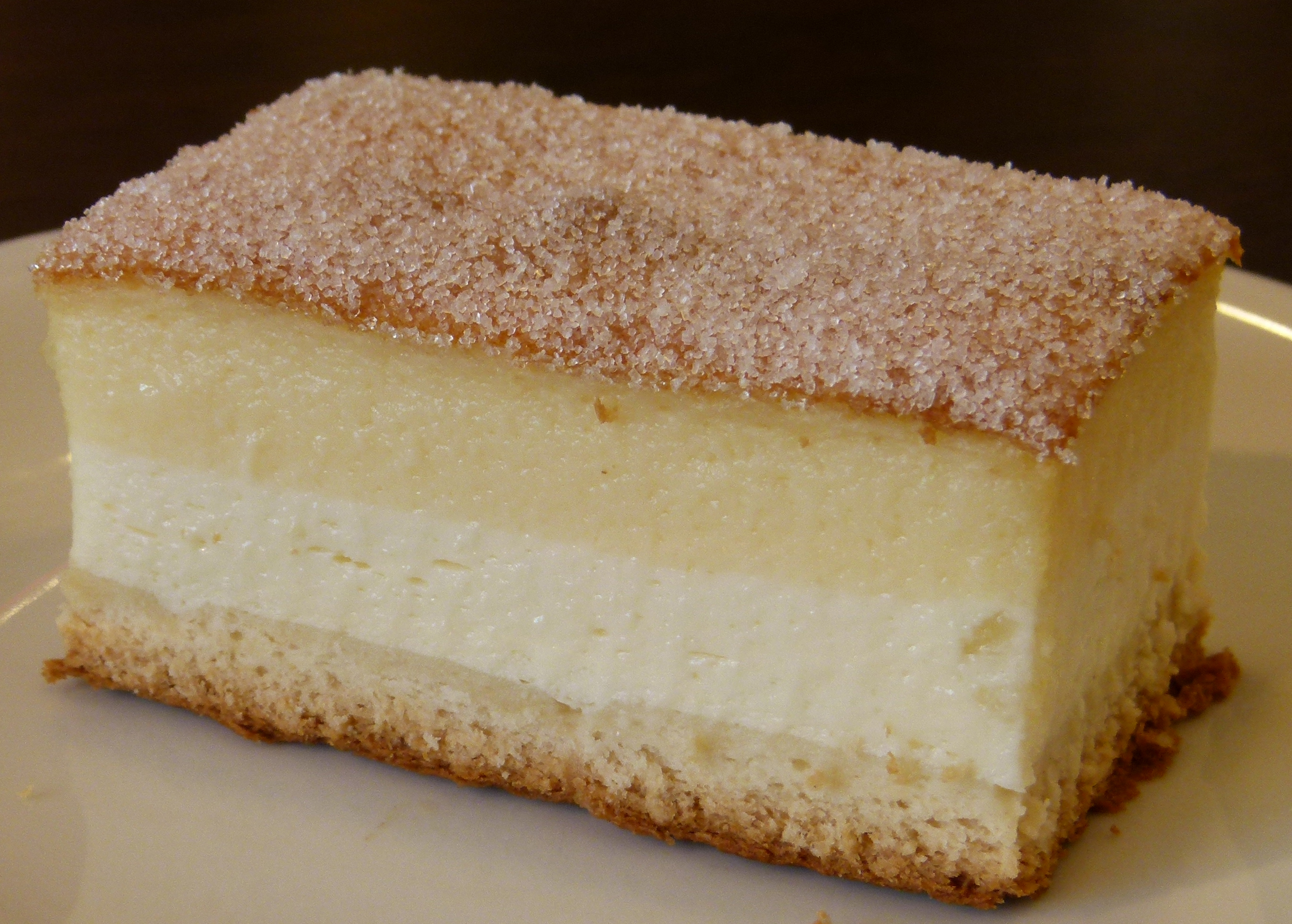
Дрезденский айершекке

А́йершекке (нем. Eierschecke — «яичный шекке») — немецкий торт на дрожжевом тесте с начинкой из яблок, творога и мака в пудинговой заливке. Происходит из Саксонии и Тюрингии. По мнению некоторых кулинаров, сочный и сладкий айершекке — апофеоз удовольствий от саксонской выпечки.
Шекке — элемент мужской одежды XIV века, представлявший собой выраженно приталенный сюртук с поясом, как бы состоявший из трёх частей: верхней, пояса и нижней части, с которым ассоциируется этот трёхслойный торт. Яичным является верхний из трёх слоёв айершекке, в состав которого входит желток, сливочное масло, сахар, ванильный пудинг и взбитый белок. Средний слой представляет собой ванильно-творожный пудинг, также содержащий сливочное масло, яйца, сахар и молоко. Основу торта составляет дрожжевое тесто. Иногда рецепт классического айершекке дополняется изюмом, шоколадной глазурью, миндальной стружкой или штрейзелем. Готовый айершекке нарезается прямоугольными порциями. Но есть варианты и в форме торта с треугольной нарезкой.

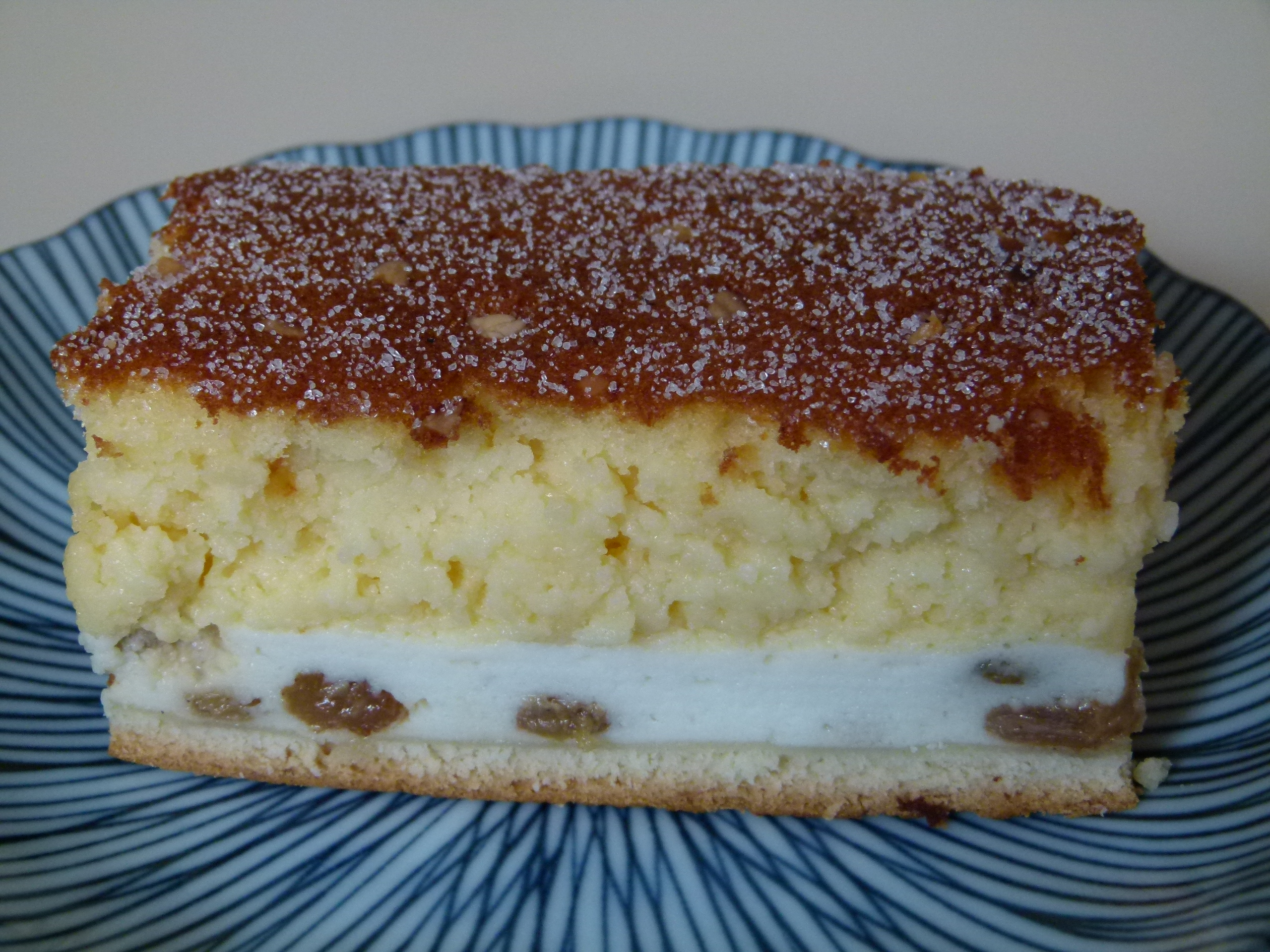
Дрезденский айершекке с изюмом
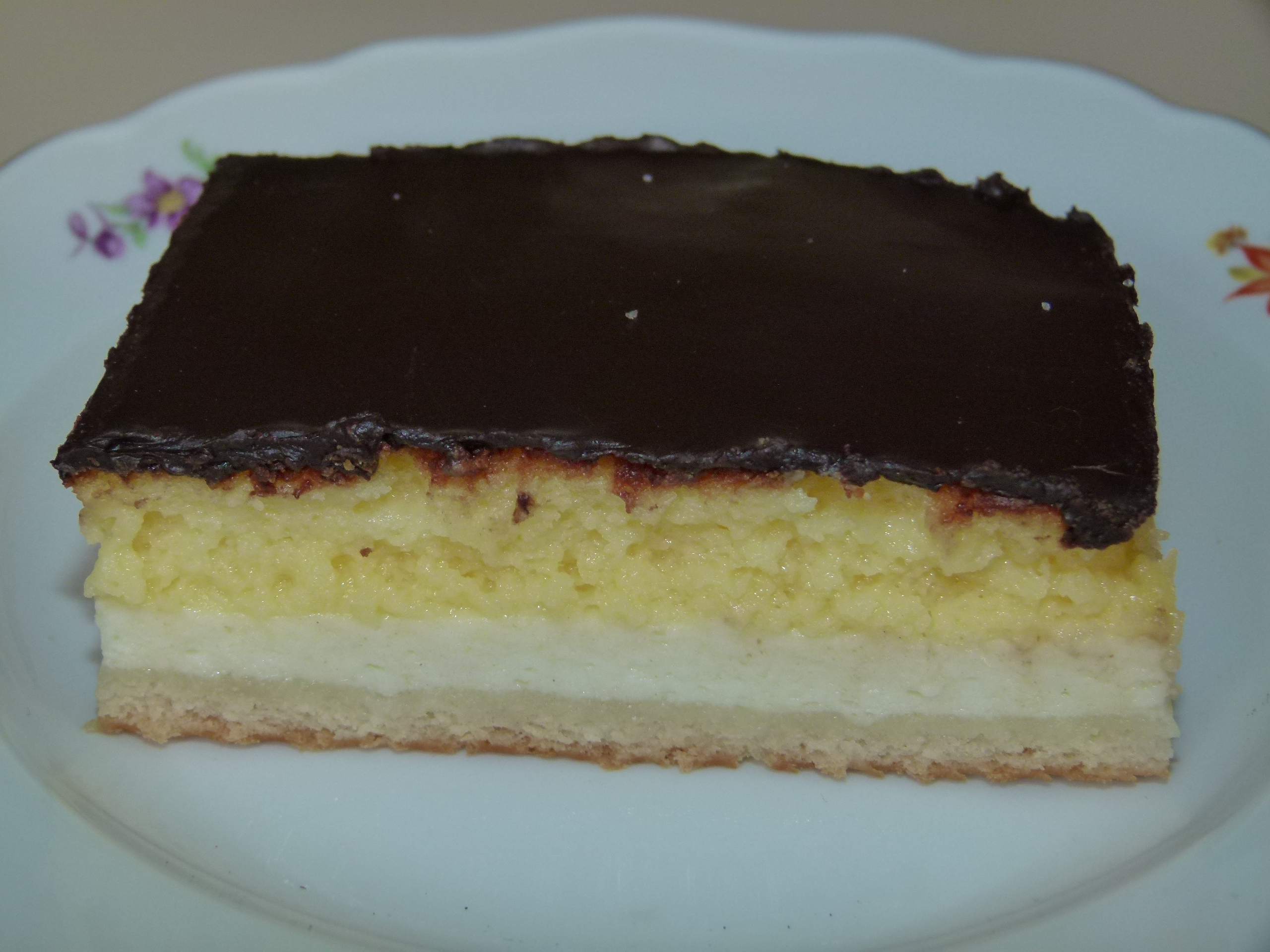
Дрезденский айершекке в шоколадным глазури
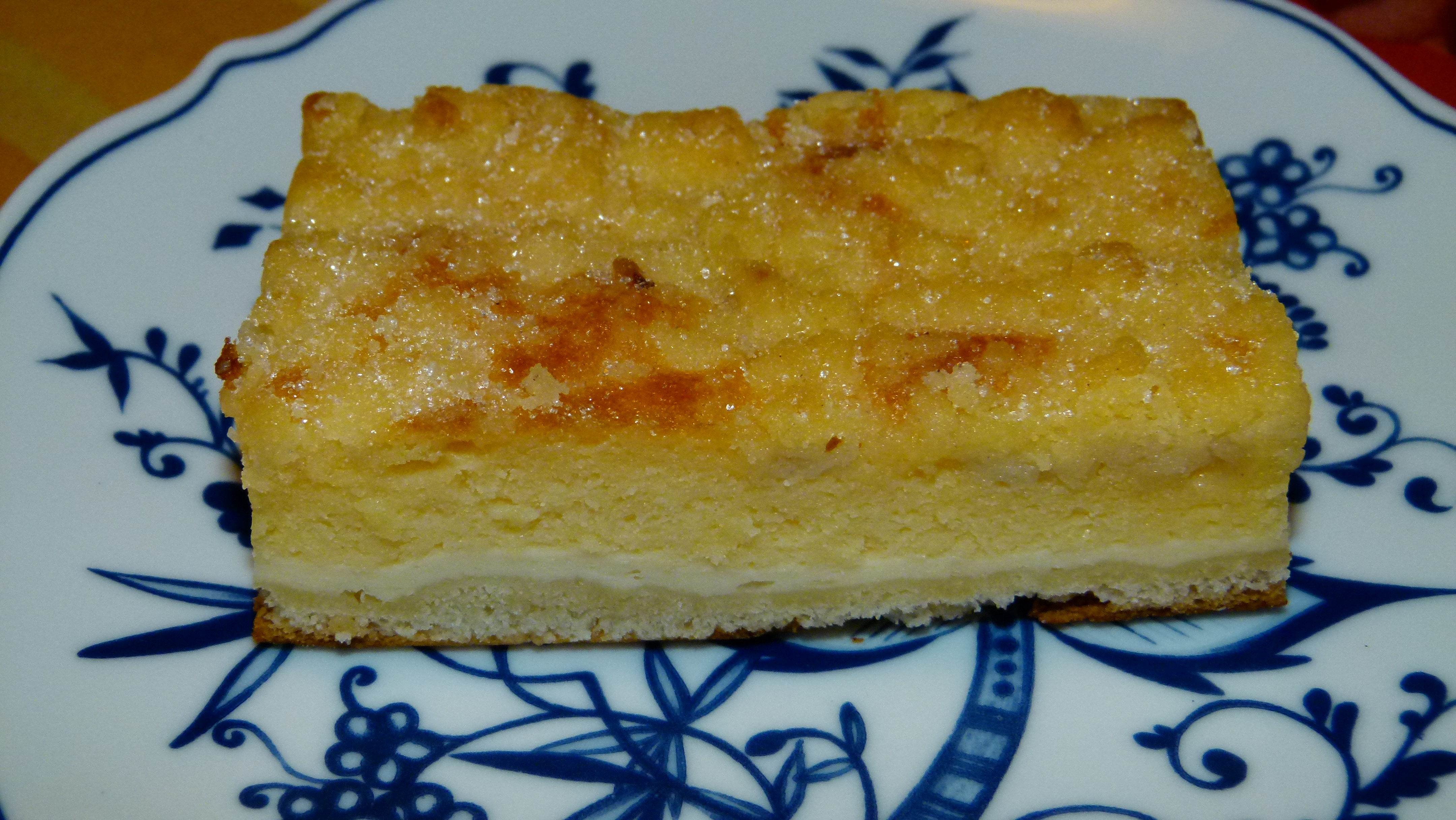
Дрезденский айершекке с кондитерской крошкой